# 1 Decembrie (Ilfov)

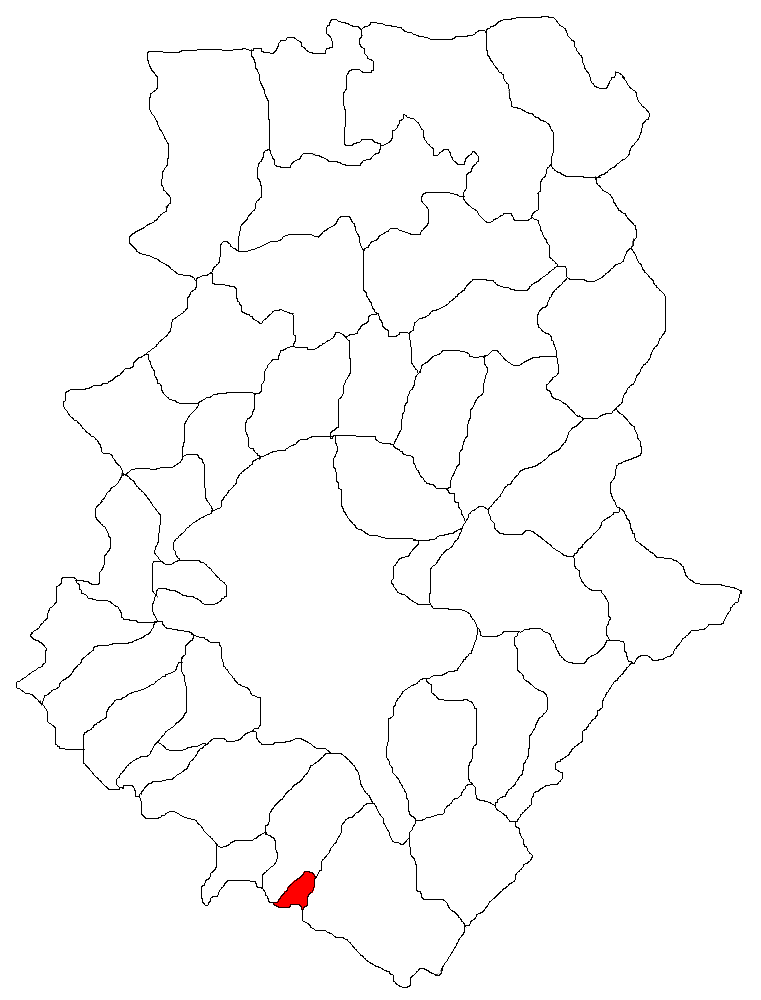
Ligging van de gemeente 1 Decembrie (rood) in het district Ilfov

1 Decembrie is een gemeente in het Roemeense district Ilfov en ligt in de regio Muntenië in het zuidoosten van Roemenië. De gemeente telt 6216 inwoners (2005).

## Naamgeving
Oorspronkelijk heette de gemeente Copăcenii de Sus, om in de jaren 1930 te worden hernoemd naar Regele Ferdinand, verwijzend naar koning Ferdinand I van Roemenië. Door de machtsovername van de communisten werd de verwijzing naar de koning als onwenselijk beschouwd en kreeg de gemeente de naam 30 Decembrie (30 december), verwijzend naar de dag in 1947 toen Roemenië een republiek werd. Na de Roemeense Revolutie in 1996 werd de naam wederom gewijzigd, nu in 1 Decembrie (1 december), ditmaal verwijzend naar de dag dat koninkrijk Roemenië was verenigd met Transsylvanië in 1918.

## Politiek
De burgemeester van 1 Decembrie is Ilie Stan
| Gemeenteraadslid    | Politieke partij |
| ------------------- | ---------------- |
| Mircea Niia         | PSD              |
| Gheorghe Blănaru    | PSD              |
| Costel Iordache     | PSD              |
| Costel Dinu         | PSD              |
| Daniela-Roxana Sima | PSD              |
| Nicolae Arapache    | PSD              |
| Gheorghița Bria     | PSD              |
| Gheorghe Marin      | PSD              |

| Gemeenteraadslid  | Politieke partij |
| ----------------- | ---------------- |
| Niculae Călin     | PSD              |
| Constantin Simion | Onafhankelijk    |
| Ionel Radu        | PD               |
| Ștefan Cioboată   | PD               |
| Maria Opincaru    | PD               |
| Ion Stanus        | PD               |
| Iordan Chiriac    | PD               |

## Geschiedenis
In 1595 werd 1 Decembrie officieel erkend.